# Saint-Aubert
Saint-Aubert és un municipi francès, situat a la regió dels Alts de França, al departament del Nord. L'any 2006 tenia 1.424 habitants. Limita al nord amb Saulzoir, al nord-est amb Montrécourt, a l'est amb Haussy, al sud amb Saint-Vaast-en-Cambrésis, al sud-oest amb Saint-Hilaire-lez-Cambrai, a l'oest amb Avesnes-les-Aubert i al nord-oest amb Villers-en-Cauchies.

## Demografia
| 1962                                       | 1968  | 1975  | 1982  | 1990  | 1999  | 2006  |
| ------------------------------------------ | ----- | ----- | ----- | ----- | ----- | ----- |
| 1.871                                      | 1.847 | 1.750 | 1.623 | 1.466 | 1.415 | 1.424 |
| Des de 1962: població sense dobles comptes |       |       |       |       |       |       |

## Administració
| Període   | Identitat       | Partit |
| --------- | --------------- | ------ |
| 2001-2008 | Jacques Parent  | PS     |
| 2008-     | Daniel Cattiaux |        |